# Peliococcus latitubulatus
Peliococcus latitubulatus är en insektsart som beskrevs av Danzig 2001. Peliococcus latitubulatus ingår i släktet Peliococcus och familjen ullsköldlöss. Inga underarter finns listade i Catalogue of Life.